# Concerto (Barraqué)
Concerto pour six formations instrumentales et deux instruments (vibraphone et clarinette) est une œuvre composée par Jean Barraqué en 1968.

## Histoire
Cette œuvre est créée le 20 novembre 1968, au Royal Festival Hall à Londres, par Hubert Rostaing (clarinette), Tristan Fry (vibraphone) et l'Orchestre symphonique de la BBC sous la direction de Gilbert Amy.

## Effectif
1. Violon, basson, trompette
2. Alto, cor anglais, trombone
3. Violoncelle, flûte en sol, saxophone ténor
4. Harpe, clarinette basse, saxophone baryton
5. Clavecin amplifié, hautbois, cor
6. Guitare amplifiée, flûte, saxophone alto

## Structure
Concerto se compose de dix-sept séquences regroupées en six parties, qui se jouent sans interruption.

## Discographie
- Rémi Lerner (clarinette) et l'Ensemble 2e2m dirigé par Paul Mefano, (1987, Harmonia mundi)
- Ernesto Molinari (clarinette), Charlie Fischer (percussion) et le Klangforum Wien dirigé par Sylvain Cambreling (1998, CPO)